# Andrzej Koliński
Andrzej Koliński (ur. 25 czerwca 1951) – polski chemik, profesor nauk chemicznych, specjalizuje się w biofizyce teoretycznej i termodynamice statystycznej.

## Życiorys
W 1974 roku ukończył studia na Wydziale Chemii Uniwersytetu Warszawskiego. W 1979 na tej uczelni uzyskał stopień doktora, tematem jego pracy doktorskiej było Komputerowe modelowanie polimeryzacji rodnikowej w roztworach. Stopień doktora habilitowanego uzyskał w 1988, na podstawie rozprawy Przejścia fazowe w układach polimerycznych. Zastosowania metody Monte Carlo. 14 grudnia 1999 roku otrzymał tytuł profesora.
W latach 1989–1991 kierował Laboratorium Chemii Obliczeniowej, a od 1998 Pracownią Teorii Biopolimerów na Uniwersytecie Warszawskim.
Wśród wypromowanych przez niego doktorów znaleźli się: Dominik Gront, Sebastian Kmiecik, Dorota Latek.

## Wyróżnienia i nagrody
- Medal Jana Zawidzkiego (2008)
- Nagroda Fundacji na rzecz Nauki Polskiej (2009)[3]
- Złoty Krzyż Zasługi (2011)[4]